# Kreuzkirche (Berlin-Mahlsdorf)

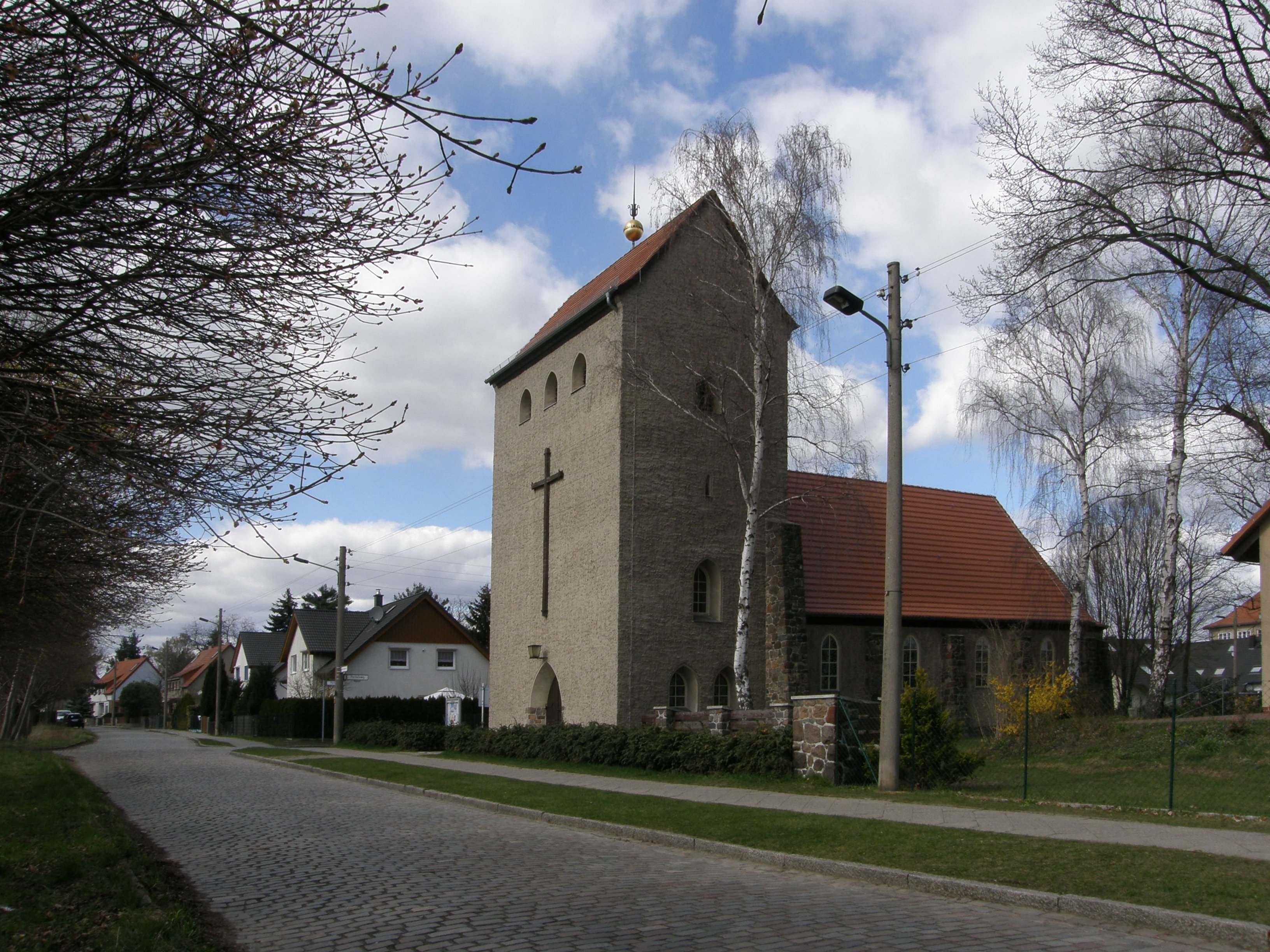
Kreuzkirche in Berlin-Mahlsdorf

Die 1934–1936 errichtete Kreuzkirche wurde von Otto Risse im Stil der Heimatschutzarchitektur entworfen, in der er gotische und romanische Formen aufgenommen hat. Sie befindet sich am Pfarrhufenweg Ecke Albrecht-Dürer-Straße im Berliner Ortsteil Mahlsdorf des Bezirks Marzahn-Hellersdorf und steht unter Denkmalschutz.

## Geschichte
Im Jahr 1920 wurde die Siedlungsgenossenschaft Lichtenberger Gartenheim gegründet, die nach Plänen von Bruno Taut in den folgenden Jahren eine Streusiedlung mit Einfamilienhäusern in Mahlsdorf-Nord errichtete. Um den dortigen Einwohnern die Teilnahme am kirchlichen Leben zu ermöglichen, die Alte Pfarrkirche Mahlsdorf in der Ortsmitte war von der Siedlung weit entfernt, hat die Evangelische Kirchengemeinde Mahlsdorf, sie war der Bauherr, beschlossen, vor Ort eine Kirche zu bauen. Der erste Spatenstich war am 31. Mai 1935, die Grundsteinlegung am 17. Juni desselben Jahres und am 26. Januar 1936 wurde die Kirche eingeweiht und erhielt den Namen Kreuzkirche.

## Baubeschreibung
Die Wiederauflage des Heimatschutzstils in den 1930er Jahren führte zur Rezeption ältester Baumuster brandenburgischer Dorfkirchen, so auch die von Risse errichtete Kreuzkirche im Stil einer altmärkischen Siedlerkirche. Mit der geringen Traufhöhe und dem tief heruntergezogenen Satteldach des Kirchenschiffs passt sich das Gebäude dem städtebaulichen Umfeld an. Nur der ebenfalls mit einem quergestellten Satteldach bedeckte Westbau überragt alles. Die Außenwände des Mauerwerksbaus sind verputzt, ausgenommen die Strebepfeiler und die Gewände der Portale, sie bestehen aus Feldsteinen. Das Langhaus hat vier Achsen mit kleinen spitzbogigen Fenstern. Zur Straßenecke hat der Westbau zwei spitzbogige Portale. Seine Fassade ziert ein großes Holzkreuz, darüber befinden sich kleine spitzbogige Klangarkaden. An das Langhaus schließt sich eine eingezogene Apsis an. Im Bereich vor der Apsis ist die Sakristei angebaut. Die Konstruktion der Decke besteht aus drei Lagen Bohlen als Binder, deren Stülpschalung eine hölzerne Spitztonne für den Innenraum ergibt.
Die Bleiglasfenster mit Glasmalereien aus der Entstehungszeit der Kirche sind erhalten geblieben. Sie wurden von Hans Uhl entworfen und von der Kunstglaserei Peschel ausgeführt. Auf der Südseite zeigen sie die vier Evangelisten, die uns das Leben Jesu überlieferten. Die Fenster auf der Ostseite zeigen Männer, die für die Grundsäulen des christlichen Lebens stehen: Martin Luther, Johann Hinrich Wichern und Paul Gerhardt. Im Altarraum sind Geburt und Auferstehung Jesu Christi dargestellt. Zwischen beiden Fenstern der Apsis steht über dem Altar ein Kruzifix. Die Orgel mit zwei Manualen, Pedal und 14 Registern wurde von Karl und Hans-Joachim Schuke gebaut.

## Glocken
Die ersten Glocken stammen aus dem Jahr 1935. Sie waren aus Bronze. 1942 mussten sie als Opfer für den Zweiten Weltkrieg abgegeben werden. Im Jahr 1958 kam ein neues Geläut aus Eisenhartguss.

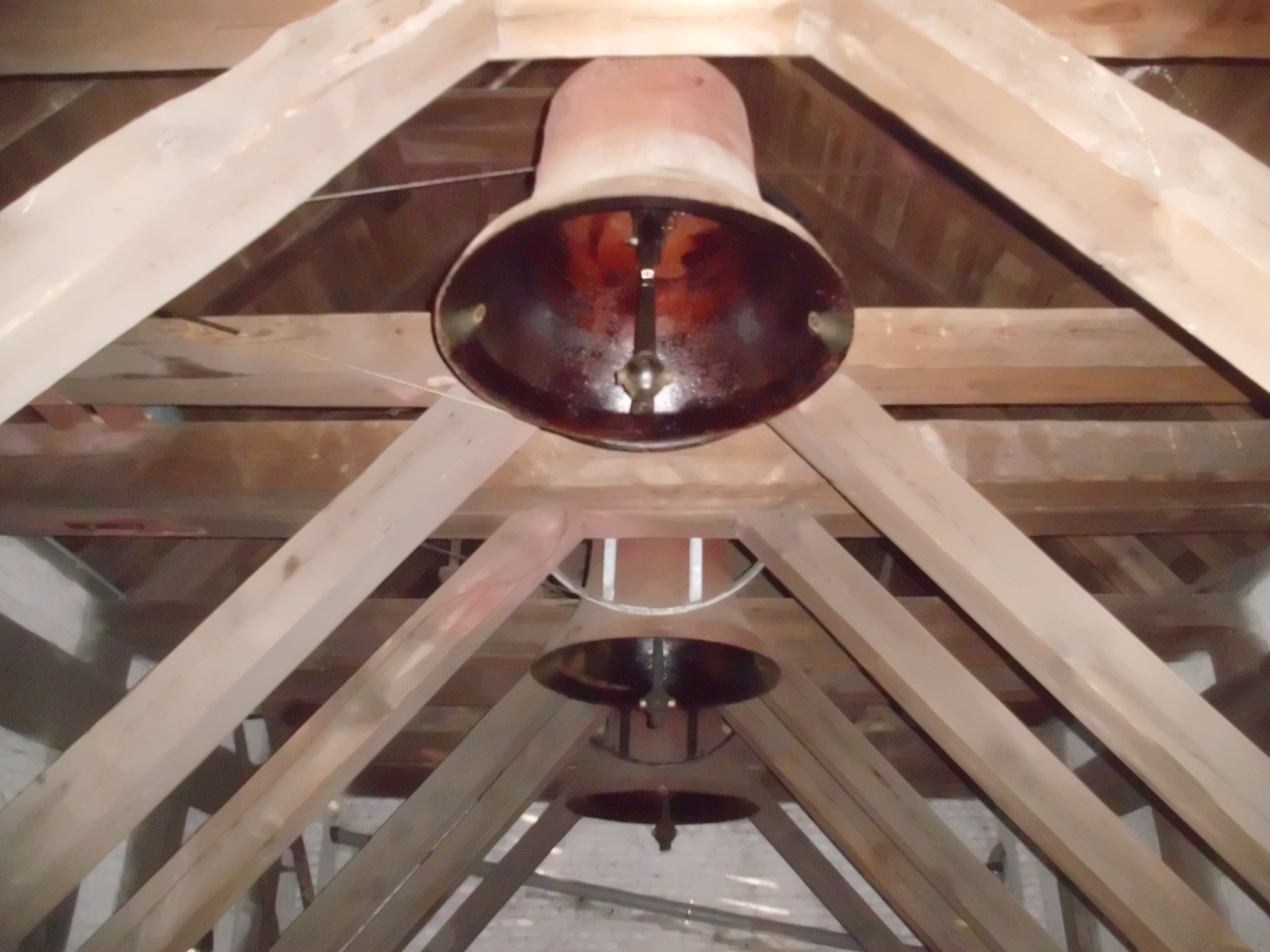
Glocken

| Nr. | Schlagton | Gewicht | Gießer                 | Gussjahr | Inschrift                                                                     |
| --- | --------- | ------- | ---------------------- | -------- | ----------------------------------------------------------------------------- |
| 1   | a'        | 690 kg  | Schilling & Lattermann | 1958     | WIR HABEN HIER KEINE BLEIBENDE STADT, SONDERN DIE ZUKÜNFTIGE SUCHEN WIR       |
| 2   | c"        | 360 kg  | Schilling & Lattermann | 1958     | HERR, ICH HABE LIEB DIE STÄTTE DEINES HAUSES UND DEN ORT, DA DEINE EHRE WOHNT |
| 3   | d"        | 250 kg  | Schilling & Lattermann | 1958     | IN MEINES VATERS HAUSE SIND VIELE WOHNUNGEN                                   |